# AIK Fotboll
L'AIK Fotboll, nom complet Allmänna Idrottsklubben Fotboll Solna, (en català: Club Esportiu de Futbol General de Solna), conegut com a AIK Solna o simplement AIK pron. IPA: ['ɑ:ijkoː], és un club suec de futbol de la ciutat de Solna, al nord d'Estocolm.

## Història

### Fundació del club i començaments (1891-1923)

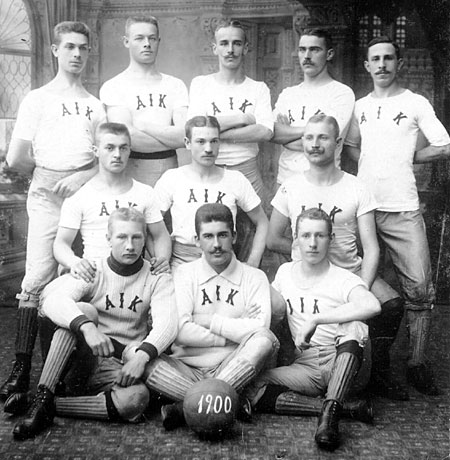
El primer equip de l'AIK el 1900 quan va guanyar el seu primer campionat suec.

El club va ser format el 15 de febrer de 1891 a Estocolm. El seu nom, "Allmänna Idrottsklubben", significa "el club esportiu general" i feia referència al fet que era un club obert a tothom i a totes les activitats esportives, entre elles l'atletisme, anomenat "allmän idrott" (esport general) a l'època.
La secció de futbol va ser formada el 1896. L'equip va començar jugant al barri residencial d'Östermalm. Tres anys més tard, el 16 de juliol de 1899, l'AIK va jugar per primera vegada contra el rival local, el Djurgårdens IF, en circumstàncies difícils: els pals de les porteries consistien en piles de fusta, que estaven enterrades a terra i una corda es feia servir com a xarxa. L'AIK va guanyar aquest partit històric per 2-1. Des de 1901, l'AIK va passar a jugar a l'Idrottsparken, un petit complex esportiu situat on ara es troba l'Estadi d'Estocolm. El 1912, es va inaugurar l'Estadi Olímpic d'Estocolm, seu de l'AIK.
En la Svenska Serien, la primera lliga nacional a Suècia, l'AIK no va tenir gaire èxit. Els clubs de Göteborg (Örgryte IS, GAIS i IFK Göteborg) van ser els dominants. L'AIK va jugar dues finals, el 1923 contra el GAIS i el 1924 contra l'Örgryte IS, però va perdre totes dues.

### Creació de l'Allsvenskan i període daurat (1924-1945)
Després de la creació de la nova lliga, l'Allsvenskan, el 1925, l'equip va seguir sense aconseguir cap títol i fins i tot va estar a punt del descens la temporada 1928-29. Finalment, la temporada 1931-32 va aconseguir el primer títol, gràcies a un reeixit període en què l'equip no va perdre durant 13 partits, i només va tenir una derrota durant tot l'any.
La temporada 1936-37 va significar un nou període positiu per l'AIK que va guanyar per segona vegada l'Allsvenskan, amb nou punts sobre l'IK Sleipner. L'abril d'aquella temporada el club es traslladà al suburbi de Solna, i va deixar l'Stockholms Stadion per mudar-se al recentment construït Råsunda Fotbollsstadion. El primer partit a l'estadi va ser contra el Malmö FF, i va acabar 4-0 per l'AIK davant 24.761 espectadors.

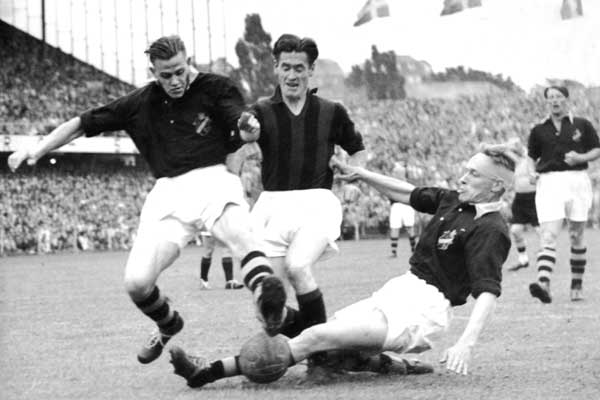
L'AIK jugant contra l'Milan el 1950.

### Resultats dispars (1946-1979)
En els anys posteriors a la Segona Guerra Mundial, l'equip va obtenir les primeres posicions (2n la temporada 1946-47 i 3r la 1947-48), però després arribar un període negatiu, tot i un gran interès del públic. L'AIK va descendir a la segona divisió el 1951, per primera vegada en la història del club, el 1962 i el 1979. L'equip, però, va tornar sempre a l'Allsvenskan la temporada següent.

### Millora de resultats i Europa (1980-present)
Tot i viure en una profunda crisi econòmica, el club va aconseguir la Mästerskapsserien el 1992 i va estar a punt de proclamar-se campió suec, el que hauria estat una excepció en una època dominada per l'IFK Göteborg.
El 1997, però, l'AIK va arribar al punt àlgid de la història del club quan l'equip va jugar els quarts de final de la Recopa d'Europa contra el FC Barcelona. En el partit d'anada al Camp Nou, l'AIK va aconseguir avançar-se al començament del partit, però el Barcelona va remuntar i va acabar guanyant per 3-1. Tot i que l'AIK semblava estar fora de l'eliminatòria el partit de tornada al Råsundastadion va acabar 1-1. L'any següent, el 1998, l'AIK va guanyar el seu desè títol de lliga. A més, el 1999, el club va jugar per primera vegada la fase de grups de la Lliga de Campions en un grup amb l'Arsenal FC, l'ACF Fiorentina i el FC Barcelona i va acabar últim.
La temporada 2004 es va convertir en un any nefast per l'AIK en molts sentits, principalment perquè van descendir a la Superettan, la segona divisió sueca, però també a causa d'una economia afeblida després d'adquisicions costoses. A la Superettan 2005 l'AIK va tornar a l'Allsvenskan i va guanyar per nou punts de diferència al Östers IF, el marge més gran en que un equip guanya la Superettan des que va començar la sèrie.
El club va guanyar l'Allsvenskan i la Copa sueca 2009 i la Supercopa 2010.
El 2012 l'AIK va arribar a la fase de grups de la UEFA Europa League.
El 2013 es van traslladar al nou estadi nacional, el Friends Arena. El 24 de març hi van jugar per primer cop en un partit amistós de pretemporada contra l'HJK Hèlsinki que va acabar 2-1 amb victòria de l'AIK.

## Palmarès
- Campionat suec de futbol: (12): 1900, 1901, 1911, 1914, 1916, 1923, 1931–32, 1936–37, 1992, 1998, 2009, 2018

Lliga
- Allsvenskan (5): 1931–32, 1936–37, 1983, 1998, 2009
- Mästerskapsserien (1): 1992

Copa
- Svenska Mästerskapet (6): 1900, 1901, 1911, 1914, 1916, 1923
- Svenska Cupen (8): 1949, 1950, 1975–76, 1984–85, 1995–96, 1996–97, 1998–99, 2009
- Wicanderska Välgörenhetsskölden (4): 1908, 1909, 1914, 1916

## Jugadors destacats
| - Per Kaufeldt - Andreas Andersson - Tomas Antonelius - Mattias Asper - Henry Garvis Carlsson - Derek Boateng - Kurt Hamrin - Krister Nordin - Magnus Hedman | - Pontus Kåmark - Peter Larsson - Anders Limpar - Teddy Lučić - Olof Mellberg - Wilton Figueiredo - Johan Mjällby - Nik Mrdja - Sebastián Eguren | - Nebojša Novaković - Lennart Skoglund - Thore Sundberg - Gary Sundgren - Sanny Åslund - Stefan Ishizaki - Benjamin Kibebe - Celso Borges - Henok Goitom |

## Entrenadors destacats
- Fred Spiksley
- Richard Money
- Stuart Baxter
- Dušan Uhrin
- Jens Lindblom
- Olle Nordin
- Tommy Söderberg
- Erik Hamrén
- Hans Backe
- Rikard Norling

## Secció d'hoquei gel
La secció d'hoquei gel de l'AIK va ser creada l'any 1920. Juga al pavelló Hovet amb capacitat per a 8.500 espectadors. Ha guanyat set campionats suecs els anys 1934, 1935, 1938, 1946, 1947, 1982 i 1984. Jugadors destacats han estat Leif "Honken" Holmqvist i Bert-Ola Nordlander.

## Secció d'handbol
La secció d'handbol de l'AIK va ser creada l'any 1943. Juga al pavelló Solnahallen amb capacitat per a 4.000 espectadors. Ha guanyat el campionat suec el 1951.